# Peter Yoshiro Saeki
Peter Yoshiro Saeki (Prefettura di Hiroshima, 5 settembre 1871 – 26 giugno 1965) è stato un giurista e teologo giapponese, il più grande specialista dell'Asia Keikyo.
Dopo aver studiato la lingua persiana e siriaca all'Università di Oxford, ha scoperto nel libro giapponese Shoku Nihongi un missionario persiano (Keikyoto) chiamato Rimitsui (o Limitsi) ad Nara, il missionario che era padre di Yesbuzid (Jazedbuzid), costruttore della stele nestoriana in Cina.
Dopo la fine della seconda guerra mondiale, diventò sindaco della città di Hatsukaichi. Ricostruì la città di Hiroshima, nel quale è stato messo un monumento in suo ricordo, il Keikyo Scholar Yoshiro Saeki Memorial.
Nel 1962 divenne dottore honoris causa di Waseda.